# 知多郵便局
知多郵便局（ちたゆうびんきょく）は、愛知県知多市にある郵便局。民営化前の分類では集配普通郵便局であった。

## 概要
住所：〒478-8799 愛知県知多市岡田美里町5

## 沿革

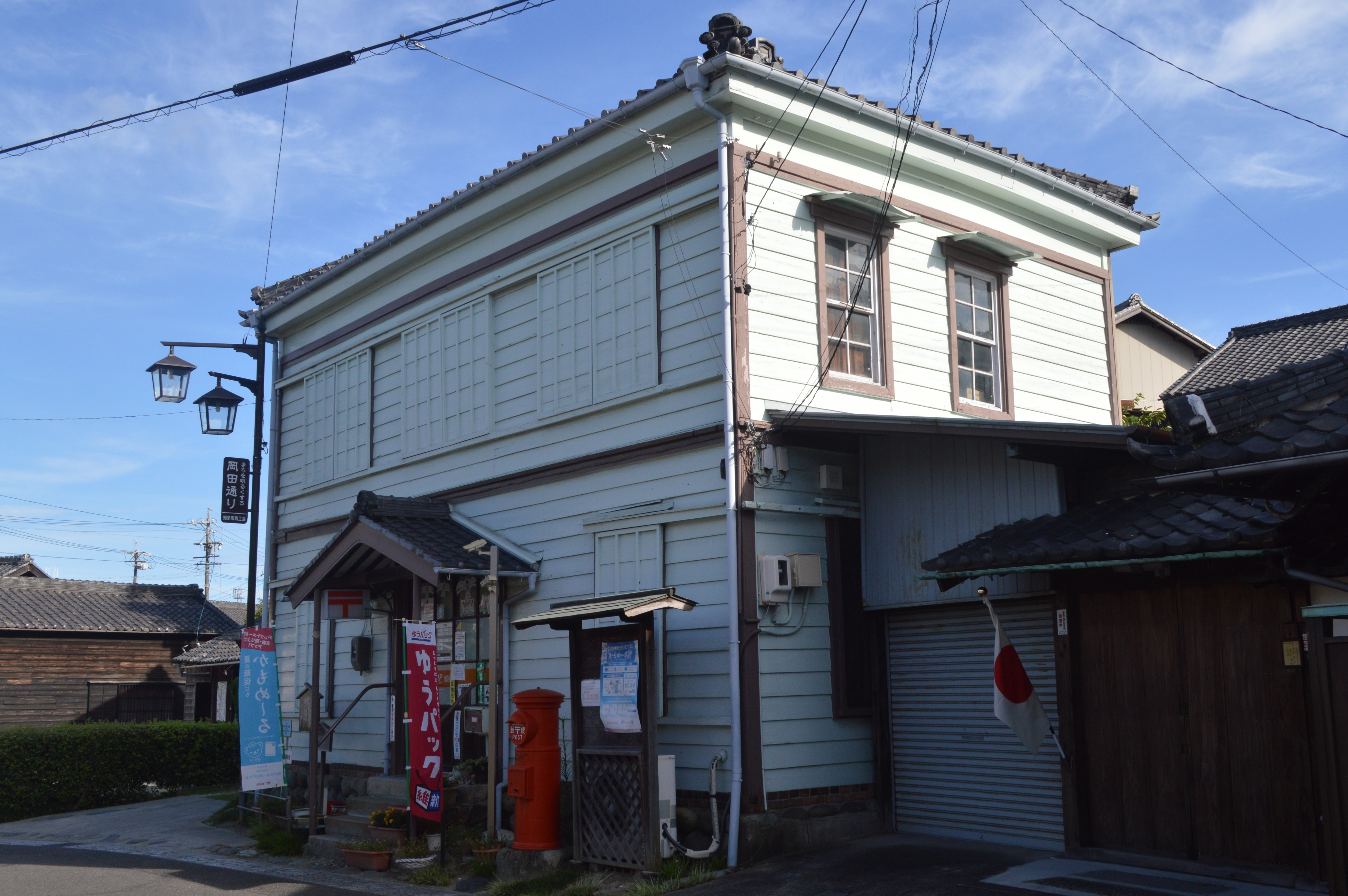
1966年までの知多郵便局（現・知多岡田簡易郵便局）

- 1899年（明治32年） - 岡田郵便受取所として開設[1]。
- 1901年（明治34年）2月1日 - 岡田郵便局（三等）となる。同日、貯金取扱を開始。
- 1902年（明治35年）10月3日 - 岡田郵便電信局となる。
- 1903年（明治36年）12月5日 - 岡田郵便局となる。
- 1955年（昭和30年）8月16日 - 知多郵便局に改称[2]。
- 1965年（昭和40年）4月24日 - 簡易な電話の加入および料金に関する事務を除く電話交換業務を、尾張横須賀電報電話局に移管。
- 1966年（昭和41年）3月7日 - 尾張八幡郵便局[3]から集配業務を移管。
- 1966年（昭和41年）9月1日 - 特定郵便局から普通郵便局に局種別改定。
- 1969年（昭和44年）2月20日 - 和文電報配達、ならびに電話の加入および料金に関する簡易な事務を、知多電報電話局に移管。
- 1984年（昭和59年）3月 - 局舎新築。
- 1999年（平成11年） - 外国通貨の両替および旅行小切手の売買に関する業務取扱を開始。
- 2007年（平成19年）10月1日 - 民営化に伴い、併設された郵便事業知多支店に一部業務を移管。
- 2012年（平成24年）10月1日 - 日本郵便株式会社発足に伴い、郵便事業知多支店を知多郵便局に統合。

## 取扱内容
- 郵便、印紙、ゆうパック、内容証明
- 貯金、為替、振替、振込、国際送金、外貨両替・トラベラーズチェック、国債、投資信託
- 生命保険、バイク自賠責保険、自動車保険、変額年金保険
- ゆうちょ銀行ATM
- 「478-00xx」区域（知多市の全域）の集配業務
- ゆうゆう窓口

## 周辺
- 知多市立知多中学校
- 知多市立中央図書館

## アクセス
- 名鉄常滑線長浦駅から徒歩約18分
- 知多バス（東岡田線） 中田停留所下車、徒歩約5分
- 西知多産業道路 長浦ICから南東へ約1.5km、知多半島道路 阿久比ICから北西へ約6km
- 国道155号沿い
- 駐車場あり：26台